# 田川伊田車站
田川伊田站（日语：／ Tagawa-Ita eki */?）是一位於日本福岡縣田川市大字伊田、由九州旅客鐵道（JR九州）與平成筑豐鐵道共同使用的鐵路車站，是JR九州地方支線日田彥山線與平成筑豐鐵道所屬之兩條路線、伊田線與田川線的交會車站。本站與田川後藤寺站成為田川市的雙中心車站之一。
另外，由本站起，整條伊田線都是複線路段，田川線及日田彥山線則為單線路段。

## 車站構造

### 站房
現時使用中的站房為第二代，是一座三層高的建築物，由JR九州興建及曾擁有，後來轉售給田川市，田川市將其改為「車站酒店」，作為振興地區經濟的項目，又因JR九州不再擁有站房，因此站務上與平成筑豐鐵道共同使用，但是由於伊田線、田川線在新站房落成前已經從JR九州中轉讓，因此，相比JR九州的驗票口，平成筑豐鐵道的驗票口明顯較為狹窄及不顯眼，配套上也沒有如JR般設有站務室和售票窗口。
車站入口位於車站的左側，採用開放式閘口設計，其中JR九州設有售票窗口，2022年前亦設綠窗口，過往是由JR九州服務支援所擔當，但2023年9月30日JR九州重新把委託JR九州服務支援所車站管理權取回後，本站便成為了直營站。至於平成筑豐鐵道車站則為無人站，但在JR九州窗口營業時間期間，也會代辦定期劵事宜。而在售票窗口右前方，則分別各放置了一部JR九州及平成筑豐鐵道的自動售票機。
通過驗票口後，兩間鐵路分別利用各自的行人隧道通往所屬月台，平成筑豐鐵道為左側；JR九州為右側。兩條隧道互不相通，因為如需轉線，則必須先行在各自的驗票口出閘後，才能轉換至另一公司的驗票口進行轉乘。此外，站房雖然位於地面，但由於月台座落於路堤上，所以月台和站房之間是靠隧道連接。站房的二樓大約等同於月台的水平範圍。至於站房本身，車站入口左側為併設候車室的麵包店「伊田麵包」，右側為烏冬店「虎杖」及男、女、傷殘人士獨立式洗手間；二樓左側為提供11間房間的簡約式旅館「我們的酒店」，右側為燒肉店「神明完成的寶石 果醬、鳞莖和花卉」；三樓左側為觀景台，右側為美容院。
站房外為站前廣場，前方設有的士站（綠色），稍遠處則有分別屬於市營社區巴士（藍色）及西日本鐵道的巴士站（紅色）。至於站房右側為連接南、北兩端、穿越月台地底的行人隧道，起名為「作兵衛隧道」，用以紀念作為日本首個世界記憶遺產、礦工畫家山本作兵衛，並連接車站廣場與石炭記念公園及及田川市煤炭·歷史博物館。

### 月台配置
設有島式月台2個，共提供2面4線的配置。有別於大部份與其他鐵路機構共用的車站，因着路軌的走線，平成筑豐鐵道使用比較靠近站房的島式月台，而JR則使用比較遠離站房的一座，這與在大部分JR及地方第三部門鐵路業者共用車站時，都是以JR優先使用靠近站屋的月台之慣例不大相同。
JR九州每天早上兩班下行列車以本站為起點，包括一來回只連接田川後藤寺的一站區間車，而晚上一班由新飯塚經後藤寺線到達田川後藤寺後也會轉至本站作終站，並留夜至明早作首班車開出。
| 公司         | 月台 | 路線       | 方向 | 目的地                 | 備註                                                       |
| ------------ | ---- | ---------- | ---- | ---------------------- | ---------------------------------------------------------- |
| 平成筑豐鐵道 | 1    | ■田川線    | -    | 行橋方向               | 5班由直方開出的區間車以本月台為終點站                      |
| 平成筑豐鐵道 | 2    | ■伊田線    | -    | 金田、直方方向         | 早上1班由1號月台開出 3班由直方開出的區間車以本月台為終點站 |
| JR九州       | 3    | 日田彥山線 | 上行 | 香春、經日豐本線往小倉 |                                                            |
| JR九州       | 4    | 日田彥山線 | 下行 | 田川後藤寺、添田方向   | 一部分3號月台                                              |

## 使用狀況
| 年度 | JR九州           | 平成筑豐鐵道       |
| 年度 | 1日平均 上車人次 | 1日平均 上下車人次 |
| ---- | ---------------- | ------------------ |
| 2008 | 非 公 開         | 1,170              |
| 2009 | 非 公 開         | 1,022              |
| 2010 | 非 公 開         | 998                |
| 2011 | 非 公 開         | 1,014              |
| 2012 | 非 公 開         | 982                |
| 2013 | 非 公 開         | 960                |
| 2014 | 非 公 開         | 886                |
| 2015 | 非 公 開         | 892                |
| 2016 | 666              | 848                |
| 2017 | 665              | 874                |
| 2018 | 667              | 762                |
| 2019 | 643              | 802                |
| 2020 | 442              | 630                |
| 2021 | 491              | 620                |
| 2022 | 526              | 626                |
| 2023 | 553              | 606                |

## 相鄰車站
九州旅客鐵道
 日田彥山線
■快速（只限平日早上上行1班）、■普通
一本松（JI12）－田川伊田（JI13）－田川後藤寺（JI14）
平成筑豐鐵道
■伊田線（直通■田川線） 
下伊田（HC14）－田川伊田（HC15）－上伊田（HC16）

### 統計數據
1. ↑   (PDF). 九州旅客鉄道. 2017-07-31  [2017-08-01]. （原始内容 (PDF)存档于2017-08-01）.
2. ↑   (PDF). 九州旅客鉄道.   [2019-05-20]. （原始内容 (PDF)存档于2018-07-17）.
3. ↑   (PDF). 九州旅客鉄道.   [2019-07-27]. （原始内容存档 (PDF)于2019-07-12）.
4. ↑  令和元年度田川市ことしの事業と統計，第40頁。
5. ↑   (PDF). 九州旅客鉄道.   [2020-12-26]. （原始内容存档 (PDF)于2020-11-24）.
6. ↑  令和２年度田川市ことしの事業と統計，第40頁。
7. ↑   (PDF). 九州旅客鉄道.   [2021-09-15]. （原始内容存档 (PDF)于2022-02-27）.
8. 1 2  ，令和４年度田川市ことしの事業と統計，第40頁。
9. ↑   (PDF). 九州旅客鉄道.   [2022-08-26]. （原始内容 (PDF)存档于2022-08-26） （日语）.
10. ↑   (PDF).   [2024-12-30]. （原始内容存档 (PDF)于2023-09-06）.
11. 1 2  ，令和６年度田川市ことしの事業と統計，第40頁。
12. ↑  駅別乗車人員上位300駅（2023年度） （页面存档备份，存于），JR九州。

## 外部連結
- JR九州田川伊田站 （页面存档备份，存于）（日語）
- 平成筑豐鐵道田川伊田站 （页面存档备份，存于）（日語）
- 「田川伊田站房酒店」公式網站（日語）

33°38′33″N 130°49′3″E / 33.64250°N 130.81750°E